# Nowatek

Historisches Logo

Nowatek (russisch Новатэк, bis 2003 ОАО ФИК Новафининвест, OAO FIK Nowafininwest) ist ein russisches Unternehmen mit Firmensitz in Tarko-Sale, Westsibirien.
Nowatek ist das größte private Energieunternehmen, das Erdgas und Erdöl in Russland fördert und verkauft. Das Unternehmen wurde im August 1994 gegründet und ist im RTS-Index an der Moskauer Börse gelistet.
2015 wurden 67,905 Milliarden Kubikmeter Gas, 7,525 Millionen Tonnen Gaskondensat und 1,569 Millionen Tonnen Öl gefördert. Wichtigstes Gasfeld ist Jurcharow.

## Jamal LNG
2017 soll das erste Flüssigerdgas von Jamal LNG, einem Erdgasverflüssigungsprojekt in Sabetta auf der Jamal-Halbinsel, verschifft werden.
An dem Projekt sind Nowatek mit 50,1 %, Total und CNPC mit je 20 % sowie der Seidenstraßen-Fonds mit 9,9 % beteiligt.

## Aktionäre
Die größten Aktionäre sind:
- Leonid Michelson (25 %)[5]
- Volga Ressources (kontrolliert von Gennadi Timtschenko)
- Total (16 %)[7]
- Gazprom (10 %)[5]
- Gazprombank